# Carl Georg Jakob Sailer
Carl Georg Jakob Sailer (* 10. März 1817 in Wil; † 3. Oktober 1870 in St. Fiden) war ein Schweizer Jurist und Politiker.

## Leben
Carl Georg Jakob Sailer stammte aus einer Schweizer Familie, deren Vorfahren in äbtischen Diensten gestanden hatten und wuchs in St. Gallen auf, studierte Rechtswissenschaften in Freiburg im Breisgau und in Jena. Nach seinem Abschluss kam er nach St. Gallen zurück und war ab 1839 Anwalt in der Kanzlei von Johann Baptist Weder (1800–1872). 1841 eröffnete er eine eigene Kanzlei in Wil. 1849 bis 1857 war er Gemeindeammann von Wil. Er war der bisher (Stand 2021) einzige Wiler Gemeindevorsteher, der nicht der CVP beziehungsweise ihrer Rechtsvorgänger beziehungsweise Rechtsnachfolgern angehörte. In den Jahren 1851 bis 1855 und 1857 bis 1870 Grossrat von St. Gallen und 1854 bis 1857 Ständerat. Bei den Parlamentswahlen 1860 wurde er in den Nationalrat gewählt, dem er bis zu seinem Tod angehörte; ihm folgte Johann Fridolin Müller in den Nationalrat. Als Regierungsrat war er 1864 bis 1870 im Justizdepartement tätig. 1866 bis 1870 war Sailer auch Bundesrichter am obersten Gericht der Schweizerischen Eidgenossenschaft. Während seiner politischen Tätigkeit setzte er sich im Wesentlichen zur Förderung der Volkswohlfahrt, dem Ausbau der Gesetzgebung und des staatlichen Erziehungswesens ein. Ein Biograph beschreibt Sailer in Kurzform: «Ueberzeugung war seine Parole, Wahrheit und Gerechtigkeit seine Devise».

## Werke
Sechs Jahre vor seinem Tod verfasste Sailer 1864 die Chronik von Wil, die 1914 in der ersten Auflage herausgegeben wurde. 
Im Kanton St. Gallen schuf er auch mehrere Rechtskodifizierungen und setzte sich für das Recht der Zivilehe ein. In seinen Entwürfen für ein bürgerliches Recht, für ein neues Prozessverfahren und ein neues Konkursrecht, sowie für die Abänderungen des Strafgesetzbuches, erwies sich Sailers hervorragendes gesetzgeberisches Talent. 1856 verhalf Sailer der überkonfessionellen Kantonsschule zum Durchbruch.
Sailer schrieb auch mehrere Dichtungen.